# 德國友好城市或姐妹城市列表
此列表包含德国城市缔结的全部友好城市关系，其中既有与其他国家城市之间的友城关系，又有与德国国内城市之间的友城关系（绝大多数为西德与东德城市之间）。列表中的德国城市按照首字母顺序排列，友好城市按照缔结时间顺序排列。

## A
亚琛
- 法國 蒙特堡（1960年）
- 法國 兰斯（1967年1月28日）
- 英国 哈利法克斯（1979年11月14日）
- 西班牙 托莱多（1985年1月26日）
- 中国 宁波（1986年10月25日）
- 德国 瑙姆堡（1988年5月30日）
- 美国 阿灵顿县（1993年9月17日）
- 俄羅斯 科斯特罗马（2001年9月26日）
- 土耳其 萨勒耶尔（2013年1月）
- 南非 开普敦（2017年）

阿伦（Aalen）
- 法國 圣洛（1978年）
- 英国 克赖斯特彻奇（1981年）
- 匈牙利 陶陶巴尼奥（1987年）
- 土耳其 安塔基亚（1995年）
- 義大利 切尔维亚（2011年）
- 莫桑比克 维兰库洛[3]（2018年）

阿希姆（Achim）
- 波蘭 新苏尔（1989年）
- 拉脫維亞 采西斯（1992年）

阿豪斯（Ahaus）
- 法國 阿让特雷-迪普莱西（1976年）
- 荷蘭 哈克斯贝亨（1988年）

阿伦（Ahlen）
- 盧森堡 迪弗当日
- 德国 彭茨贝格
- 德国 滕珀尔霍夫-舍讷贝格（1964年）
- 德国 泰尔托（1991年）

阿伦斯堡（Ahrensburg）
- 西班牙 埃斯普卢加斯（1988年）
- 奥地利 费尔德基兴（1989年）
- 德国 路德维希斯卢斯特（1990年）
- 爱沙尼亚 维尔扬迪（1998年）

阿尔布施塔特（Albstadt）
- 法國 尚贝里（1979年）

阿尔斯多夫（Alsdorf）
- 法國 圣布里厄（1970年）
- 荷蘭 布林瑟姆（1988年）
- 德国 亨尼希斯多夫（1995年）

阿尔特纳（Altena）
- 法國 佩罗讷（1967年4月2日）
- 英国 布莱克本（1971年）
- 白俄羅斯 平斯克（1990年）

阿尔滕堡（Altenburg）
- 德国 奥芬堡（1988年）
- 瑞士 奥尔滕（1993年）
- 捷克 兹林（1997年）

旧厄廷（Altötting）
- 義大利 罗雷托（1989年）
- 葡萄牙 欧伦（2009年）
- 奥地利 玛丽亚采尔（2016年）

安贝格（Amberg）
- 德国 巴特贝格察本（1952年）
- 法國 佩里格（1965年）
- 波蘭 贝斯奇察克沃兹卡乡（英语：Gmina Bystrzyca Kłodzka）（1988年）
- 捷克 奥尔利采河畔乌斯季（1988年）
- 希腊 特里卡拉（2001年）
- 義大利 代森扎诺-德尔加达（2006年）

安德纳赫（Andernach）
- 法國 圣阿芒莱索（1959年）
- 以色列 迪莫纳（1975年10月28日）
- 比利时 埃克伦（1979年）
- 奥地利 施托克劳（1984年7月27日）
- 德国 采拉-梅利斯（1990年9月21日）
- 英国 法纳姆（1991年9月27日）

安娜贝格-布赫霍尔茨（Annaberg-Buchholz）
- 德国 魏登（1990年9月8日）
- 爱沙尼亚 派德（1992年2月10日）
- 捷克 霍穆托夫（1999年11月20日）

安斯巴赫（Ansbach）
- 法國 昂格莱（1968年）
- 美国 贝城（1961年）
- 義大利 费尔莫（2006年）
- 中国 靖江（2004年）

阿波尔达（Apolda）
- 法國 塞克兰（1963年）
- 瑞典 马克（1994年4月25日）
- 美国 拉皮德城（1994年）
- 義大利 圣米尼亚托（2017年）

阿恩斯贝格（Arnsberg）
- 荷蘭 代芬特尔（1956年）
- 英国 贝克斯利（1971年2月19日）
- 羅馬尼亞 阿尔巴尤利亚（1974年5月18日）
- 波蘭 奥莱斯诺乡（英语：Gmina Olesno, Opole Voivodeship）（1992年7月24日）
- 義大利 卡尔塔吉罗内（2011年10月31日）

阿恩施塔特（Arnstadt）
- 德国 卡塞尔（1989年5月27日）
- 法國 勒布斯卡（1994年11月19日）
- 捷克 杜比（1998年4月25日）
- 奥地利 古尔克（1998年5月22日）

阿沙芬堡（Aschaffenburg）
- 英国 伯斯（1956年）
- 法國 圣日耳曼昂莱（1975年）
- 匈牙利 米什科尔茨（1996年）

阿舍斯莱本（Aschersleben）
- 德国 派讷（1990年5月20日）
- 薩爾瓦多 特伦钦温泉镇（2002年9月）
- 芬兰 凯拉瓦（2010年9月18日）

奥格斯堡（Augsburg）
- 英国 印威内斯（1956年）
- 日本 尼崎（1959年）
- 日本 长滨（1959年）
- 美国 代顿（1964年）
- 法國 布尔日（1967年）
- 捷克 利贝雷茨（2001年）
- 中国 济南（2004年）

奥里希（Aurich）
- 荷蘭 阿平厄丹（1989年9月13日）

## B

### Ba
巴克南（Backnang）
- 法國 阿诺奈（1966年）
- 匈牙利 巴乔尔马什（1988年）
- 英国 切尔姆斯福德（1991年）

巴特黑斯费尔德（Bad Hersfeld）
- 法國 拉伊莱罗斯（1988年）
- 德国 巴特萨尔聪根（1990年）
- 捷克 顺佩尔克（1994年）

巴特洪堡（Bad Homburg vor der Höhe）
- 法國 卡堡（1956年）
- 瑞士 库尔（1956年）
- 奥地利 迈尔霍芬（1956年）
- 盧森堡 蒙多夫莱班（1956年）
- 義大利 泰拉奇纳（1956年）
- 英国 埃克塞特（1965年10月9日）
- 捷克 玛丽亚温泉市（1991年8月23日）
- 俄羅斯 彼得宫城（1994年7月10日）
- 杜布罗夫尼克（2002年）

巴特克茨廷（Bad Kötzting）
- 賽普勒斯 阿格罗斯（英语：Agros, Cyprus）
- 西班牙 阿尔特阿
- 芬兰 阿西卡拉
- 義大利 贝拉焦
- 爱尔兰 班多伦（英语：Bundoran）
- 波蘭 霍伊纳（英语：Gmina Chojna）
- 法國 格朗维尔
- 丹麦 霍尔斯特布罗
- 比利时 乌法利兹
- 奥地利 尤登堡
- 匈牙利 克塞格
- 馬爾他 马尔萨斯卡拉
- 荷蘭 梅尔森
- 盧森堡 下安文
- 瑞典 乌克瑟勒松德
- 希腊 普雷韦扎
- 立陶宛 羅基什基斯區
- 罗维尼
- 葡萄牙 塞新布拉
- 英国 舍伯恩
- 拉脫維亞 锡古尔达
- 羅馬尼亞 锡雷特
- 斯洛維尼亞 什科菲亞洛卡
- 捷克 苏希采
- 保加利亚 特里亚夫纳
- 爱沙尼亚 蒂里
- 斯洛伐克 兹沃伦

巴特克罗伊茨纳赫（Bad Kreuznach）
- 法國 布雷斯地区布尔格（1963年）
- 德国 新鲁平（1990年）

巴特瑙海姆（Bad Nauheim）
- 比利时 奥斯特坎普（1985年）
- 英国 巴克斯顿（1986年）
- 德国 巴特朗根萨尔察（1990年2月14日）
- 法國 肖蒙（1992年）

巴特诺因阿尔-阿尔韦勒（Bad Neuenahr-Ahrweiler）
- 比利时 布拉斯哈特（1988年）

巴特恩豪森（Bad Oeynhausen）
- 法國 菲姆（1968年）
- 波蘭 伊诺弗罗茨瓦夫（1989年）

巴特奥尔德斯洛（Bad Oldesloe）
- 以色列 比尔雅科夫（英语：Be'er Ya'akov）（1987年）
- 波蘭 科沃布热格（1996年）
- 法國 奥利韦（1996年）
- 巴勒斯坦 吉夫纳（英语：Jifna）（2015年）

巴特萨尔茨乌夫伦（Bad Salzuflen）
- 法國 米约（1975年）
- 英国 布里德灵顿（1979年）
- 德国 卢肯瓦尔德（1990年）

巴特萨尔聪根（Bad Salzungen）
- 匈牙利 迈泽克韦什德（1969年8月13日）
- 捷克 斯特拉科尼采（1977年4月22日）
- 德国 巴特黑斯费尔德（1990年3月3日）
- 丹麦 伊斯霍伊（1994年10月31日）

巴特塞格贝格（Bad Segeberg）
- 芬兰 里希迈基（1954年）
- 以色列 莫茨金村（1984年）
- 德国 泰特罗（1990年）
- 爱沙尼亚 沃鲁（1991年）
- 波蘭 兹沃切涅茨乡（英语：Gmina Złocieniec）（1995年）

巴特索登（Bad Soden）
- 法國 吕埃-马尔迈松（1975年）
- 奥地利 基茨比尔（1984年）
- 捷克 弗朗齐歇克矿泉村（1992年）
- 日本 养老町（2004年）
- 美国 富兰克林（2016年）

巴特菲尔伯尔（Bad Vilbel）
- 英国 格洛索普（1987年）
- 德国 布罗特罗德-特鲁瑟塔尔（1990年）
- 法國 穆兰（1990年）

巴特茨维申安（Bad Zwischenahn）
- 比利时 伊泽海姆（1980年9月20日）
- 美国 森特维尔（英语：Centerville, Ohio）（1981年8月）
- 波蘭 戈武胡夫乡（英语：Gmina Gołuchów）（2005年8月19日）

巴登-巴登（Baden-Baden）
- 法國 芒通（1961年）
- 義大利 蒙卡列里（1990年）
- 捷克 卡罗维发利（1998年）
- 乌克兰 雅尔塔（2000年）
- 俄羅斯 索契（2012年）

巴林根（Balingen）
- 法國 鲁瓦扬（1980年）

班贝格（Bamberg）
- 法國 罗德兹（1970年）
- 奥地利 菲拉赫（1973年）
- 英国 贝德福德（1977年6月）
- 匈牙利 埃斯泰尔戈姆（1992年）
- 捷克 布拉格1区（英语：Prague 1）（1992年9月）
- 奥地利 克恩顿州费尔德基兴（1993年10月1日）

巴尔辛豪森（Barsinghausen）
- 法國 蒙圣埃尼昂（英语：Mont-Saint-Aignan）（1967年）
- 德国 武尔岑（1990年）
- 波蘭 下布热格（2001年）
- 乌克兰 科韦利（2008年）

包纳塔尔（Baunatal）
- 法國 维尔诺曼底（1983年10月16日）
- 德国 桑格豪森（1990年6月30日）
- 西班牙 圣塞瓦斯蒂安-德洛斯雷耶斯（1990年8月28日）
- 捷克 弗尔赫拉比（1991年6月22日）

包岑（Bautzen）
- 德国 沃尔姆斯（1990年）
- 德国 海德堡（1991年）
- 法國 德勒（1992年）
- 捷克 亚布洛内茨（1993年）
- 波蘭 耶莱尼亚古拉（1993年）

拜罗伊特（Bayreuth）
- 法國 阿讷西（1966年）
- 德国 鲁多尔施塔特（1990年）
- 義大利 拉斯佩齐亚（1999年）
- 捷克 布拉格6区（英语：Prague 6）（2008年）
- 土耳其 泰基尔达（2012年）

### Be
贝库姆（Beckum）
- 法國 拉塞勒圣克卢（1983年）
- 德国 黑灵斯多夫（1990年）
- 波蘭 格罗德库夫乡（英语：Gmina Grodków）（1997年）

本斯海姆（Bensheim）
- 法國 博讷（1960年）
- 英国 阿默舍姆（1977年）
- 匈牙利 莫哈奇（1987年）
- 義大利 里瓦德尔加尔达（1988年）
- 波蘭 克沃兹科（1996年）
- 捷克 霍斯廷内（2002年）

贝格海姆（Bergheim）
- 比利时 昂代讷（1960年）
- 法國 绍尼（1977年）

贝吉施格拉德巴赫（Bergisch Gladbach）
- 英国 卢顿（1956年）
- 法國 布尔关雅略（1956年）
- 荷蘭 费尔森（1956年）
- 法國 茹安维尔勒蓬（1960年）
- 英国 兰尼米德区（1965年）
- 立陶宛 馬里揚波萊（1989年）
- 賽普勒斯 利马索尔（1991年）
- 波蘭 普什奇纳乡（英语：Gmina Pszczyna）（1993年）
- 巴勒斯坦 贝特雅拉（英语：Beit Jala）（2011年）
- 以色列 加内提克瓦（英语：Ganei Tikva）（2013年）

贝格卡门（Bergkamen）
- 德国 黑特施泰特（1990年10月27日）
- 土耳其 锡利夫凯（1994年10月29日）
- 法國 热讷维利耶（1995年1月7日）
- 波蘭 维利奇卡（1995年3月29日）

柏林（Berlin）
- 美国 洛杉矶（1967年6月27日）
- 法國 巴黎（1987年7月2日）
- 西班牙 马德里（1988年11月4日）
- 土耳其 伊斯坦布尔（1989年11月17日）
- 波蘭 华沙（1991年8月12日）
- 俄羅斯 莫斯科（1991年8月28日）
- 比利时 布鲁塞尔（1992年6月1日）
- 匈牙利 布达佩斯（1992年8月28日）
- 塔什干（1993年4月30日）
- 墨西哥 墨西哥城（1993年9月1日）
- 中国 北京（1994年4月5日）
- 印度尼西亞 雅加达（1994年4月13日）
- 日本 东京（1994年5月14日）
- 阿根廷 布宜诺斯艾利斯（1994年5月19日）
- 捷克 布拉格（1995年6月10日）
- 纳米比亚 温得和克（2000年7月6日）
- 英国 伦敦（2000年10月10日）

柏林附近贝尔瑙（Bernau bei Berlin）
- 法國 马恩河畔尚皮尼（1962年）
- 波蘭 斯克维日纳乡（英语：Gmina Skwierzyna）（1979年）
- 德国 梅肯海姆（1990年）

贝恩堡（Bernburg）
- 法國 富尔米（1967年）
- 波蘭 塔尔诺夫斯凯古雷（1983年）
- 德国 赖讷（1990年）
- 捷克 霍穆托夫（1992年）
- 美国 安德森（1998年）

### Bi - Bo
里斯河畔比伯拉赫（Biberach an der Riss）
- 法國 瓦朗斯（1967年）
- 義大利 阿斯蒂（1981年）
- 泰拉维（1987年）
- 波蘭 希维德尼察（1990年）
- 英国 腾德灵区（英语：Tendring District）（1991年）

比勒费尔德（Bielefeld）
- 英国 罗奇代尔（1953年）
- 法國 孔卡尔诺（1969年）
- 以色列 纳哈里亚（1980年）
- 俄羅斯 大诺夫哥罗德（1987年）
- 波蘭 热舒夫（1991年）
- 尼加拉瓜 埃斯特利（1995年）

比蒂希海姆-比辛根（Bietigheim-Bissingen）
- 日本 草津町（1962年）
- 法國 布里地区叙西（1967年）
- 英国 萨里希思（英语：Surrey Heath）（1971年）
- 匈牙利 塞克萨德（1989年）
- 美国 欧弗兰帕克（1999年）

莱茵河畔宾根（Bingen am Rhein）
- 英国 希钦（1958年5月27日）
- 法國 尼伊圣乔治（1960年9月8日）
- 法國 沃纳雷莱洛姆（1967年6月10日）
- 科索沃 普里兹伦（1968年5月22日）
- 土耳其 阿纳穆尔（2011年12月7日）
- 捷克 库特纳霍拉（2012年5月26日）

比特费尔德-沃尔芬（Bitterfeld-Wolfen）
- 法國 维耶尔宗（1959年）
- 德国 马尔（1991年）
- 法國 维勒枫丹（1994年5月7日）
- 德国 维滕（1994年）
- 俄羅斯 捷尔任斯克（1996年）
- 波蘭 卡缅纳古拉（2006年3月26日）

布兰肯费尔德-马洛（Blankenfelde-Mahlow）
- 德国 巴特埃姆斯（1992年）
- 匈牙利 托塞格（2005年6月12日）
- 立陶宛 克雷廷加区（2015年7月9日）

伯布林根（Böblingen）
- 法國 蓬图瓦兹（1956年）
- 荷蘭 锡塔德-赫伦（1962年）
- 土耳其 贝尔加马（1967年）
- 英国 格伦罗西斯（1971年）
- 奥地利 多瑙河畔克雷姆斯（1972年）
- 義大利 阿尔巴（1985年）
- 德国 瑟默达（1988年）

博霍尔特（Bocholt）
- 法國 欧里亚克（1972年）
- 英国 罗森代尔（英语：Borough of Rossendale）（1977年）
- 比利时 博霍尔特（1980年）

波鸿（Bochum）
- 英国 谢菲尔德（1950年）
- 西班牙 奥维耶多（1980年）
- 乌克兰 顿涅茨克（1987年）
- 德国 诺德豪森（1990年）
- 日本 筑波（2019年）

波恩（Bonn）
- 以色列 特拉维夫（1983年）
- 德国 波茨坦（1988年）
- 布哈拉（2014年）
- 玻利维亚 拉巴斯（2014年）
- 海岸角（2014年）
- 中国 成都（2014年）
- 白俄羅斯 明斯克（2014年）
- 蒙古国 乌兰巴托（2014年）

波恩 巴特戈德斯贝格区（Bonn - Bad Godesberg）
- 義大利 弗拉斯卡蒂（1957年）
- 法國 圣克卢（1957年）
- 英国 温莎-梅登黑德（1960年）
- 比利时 科特赖克（1964年）

波恩 波易尔区（Bonn - Beuel）
- 法國 米尔库尔（1969年）

波恩 波恩区（Bonn - Bonn）
- 英国 牛津（1947年）
- 匈牙利 布达佩斯第二十二区（1991年）

波恩 哈特贝格区（Bonn - Hardtberg）
- 法國 维勒蒙布勒（1967年6月25日）

博尔肯（Borken）
- 丹麦 阿爾貝特斯隆市鎮（1987年）
- 英国 惠斯塔布（1987年）
- 波蘭 博尔库夫乡（英语：Gmina Bolków）（1997年）
- 瑞典 默恩达尔市（1997年）
- 德国 格拉博（1997年）
- 捷克 日恰尼（2017年）

博恩海姆（Bornheim）
- 比利时 博尔讷姆（1989年）
- 德国 米特韦达（1991年）
- 波蘭 扎维尔切（2006年）

博特罗普（Bottrop）
- 法國 图尔宽（1967年）
- 英国 布莱克浦（1980年）
- 德国 米特（1983年）
- 匈牙利 维斯普雷姆（1988年）
- 德国 梅泽堡（1989年）
- 波蘭 格利维采（2007年）

### Br - Bu
布拉姆舍（Bramsche）
- 英国 托德摩登（1978年）
- 法國 阿夫勒尔（1979年）
- 以色列 赖阿南纳（1979年）
- 波蘭 比斯库佩茨乡（英语：Gmina Biskupiec, Olsztyn County）（2006年）

哈弗尔河畔勃兰登堡（Brandenburg an der Havel）
- 法國 塞纳河畔伊夫里（1963年5月9日）
- 德国 凯泽斯劳滕（1988年6月22日）
- 俄羅斯 马格尼托哥尔斯克（1989年4月27日）
- 丹麦 巴勒魯普市鎮（2017年6月28日）

不伦瑞克（Braunschweig）
- 印度尼西亞 万隆（1960年）
- 法國 尼姆（1962年）
- 英国 巴斯（1971年）
- 突尼西亞 苏塞（1980年）
- 以色列 提夫翁村（英语：Kiryat Tiv'on）（1986年）
- 德国 马格德堡（1987年）
- 俄羅斯 喀山（1988年）
- 美国 奥马哈（1992年）
- 中国 珠海（2011年）

不来梅（Bremen）
- 波蘭 格但斯克（1976年）
- 拉脫維亞 里加（1985年）
- 中国 大连（1985年）
- 德国 罗斯托克（1986年）
- 以色列 海法（1988年）
- 斯洛伐克 布拉迪斯拉发（1989年）
- 尼加拉瓜 科林托（1989年）
- 土耳其 伊兹密尔（1995年）
- 南非 德班（2011年）

不来梅哈芬（Bremerhaven）
- 法國 科唐坦地区瑟堡（1960年）
- 英国 东北林肯郡（1963年）
- 芬兰 波里（1969年）
- 丹麦 腓特烈港市鎮（1979年）
- 波蘭 什切青（1990年）
- 俄羅斯 加里宁格勒（1992年）

布雷滕（Bretten）
- 法國 讷夫利兹（1971年）
- 德国 黑默（1979年）
- 法國 隆瑞莫（1981年）
- 葡萄牙 新孔代沙（1985年）
- 匈牙利 奈迈什纳杜德沃尔（1987年）
- 德国 路德城维滕贝格（1990年）
- 匈牙利 希道什（1990年）
- 英国 庞蒂浦（1994年）
- 法國 瓦尔瑟罗讷（2001年）

布鲁赫萨尔（Bruchsal）
- 法國 圣默努（1965年）
- 英国 昆布兰（1979年）
- 法國 圣玛丽欧米讷（1989年）
- 斯洛維尼亞 上拉德戈纳镇（2006年）
- 義大利 沃尔泰拉（2008年）

布吕尔（Brühl）
- 法國 索镇（1964年）
- 英国 皇家利明顿温泉（1973年）
- 德国 魏斯瓦瑟（1990年）
- 波蘭 库尼采乡（英语：Gmina Kunice）（1997年）
- 希腊 哈尔基斯（1999年）
- 土耳其 卡什（2002年）

诺德海德地区布赫霍尔茨（Buchholz in der Nordheide）
- 法國 康特勒（1975年）
- 波蘭 沃武夫乡（英语：Gmina Wołów）（1996年）
- 芬兰 耶尔文佩（2005年）

比丁根（Büdingen）
- 比利时 希斯特尔（1964年）
- 法國 卢代阿克（1983年）
- 美国 廷利公园（1989年）
- 德国 埃尔斯特河畔黑尔茨贝格（1990年）
- 捷克 布伦塔尔（2001年）
- 羅馬尼亞 塞贝什（2007年）

比尔（Bühl）
- 奥地利 马特塞（1972年）
- 法國 索恩河畔自由城（1987年）
- 摩尔多瓦 克勒拉希區（1990年）
- 德国 施科伊迪茨（1991年）
- 西班牙 佩内德斯自由镇（2002年）
- 法國 莫默奈姆（2004年）

宾德（Bünde）
- 芬兰 雅各布斯塔德（1968年）
- 德国 莱斯尼希（1990年）

布尔格（Burg）
- 德国 古默斯巴赫（1990年）
- 希腊 阿凡杜（德语：Afantou）（1993年）
- 以色列 蒂拉（2001年）
- 法國 永河畔拉罗什（2005年）

布格多夫（Burgdorf）
- 瑞士 布格多夫（1968年）
- 德国 萨勒河畔卡尔伯（1990年）

布克斯特胡德（Buxtehude）
- 法國 布拉尼亚克（1985年）
- 德国 里布尼茨-达姆加滕（1990年）